# Kultura Brazilije
Kulturo Brazilije je oblikovala združitev različnih avtohtonih kultur in kulturno zlitje, ki je potekalo med staroselskimi skupnostmi, portugalskimi kolonizatorji in Afričani, predvsem v brazilskem kolonialnem obdobju. V poznem 19. in zgodnjem 20. stoletju je Brazilija sprejela precejšnje število priseljencev, predvsem portugalskega, italijanskega, španskega in nemškega porekla, ki so poleg manjšega števila Avstrijcev, Arabcev, Japoncev, Poljakov, Ukrajincev, Rusov, Grkov, Kitajcev in Korejcev pomembno prispevali k oblikovanju regionalnih kultur v Braziliji in tako prispevali k njenemu trenutnemu obstoju kot pluralne in rasno raznolike družbe.
Kot posledica treh stoletij kolonizacije Portugalskega imperija številni vidiki brazilske kulture izhajajo iz kulture Portugalske. Številna portugalska dediščina vključuje jezik, kulinarične izdelke, kot so riž in fižol ter feijoada, prevladujočo vero in kolonialne arhitekturne sloge. Na te vidike pa so vplivale afriške in staroselske tradicije, pa tudi tiste iz drugih zahodnoevropskih držav. Nekateri vidiki brazilske kulture so prispevki italijanskih, španskih, nemških, japonskih in drugih evropskih priseljencev. Domorodno ljudstvo in Afričani so prav tako igrali pomembno vlogo pri oblikovanju brazilskega jezika, kulinarike, glasbe, plesa in vere.
To raznoliko kulturno ozadje je pomagalo prikazati številna praznovanja in festivale, ki so postali znani po vsem svetu, kot sta brazilski karneval in Bumba Meu Boi. Pisana kultura ustvarja okolje, zaradi katerega je Brazilija vsako leto priljubljena destinacija za številne turiste, več kot 1 milijon.

## Zgodovina
Brazilija je bila več kot tri stoletja Portugalska kolonija. V tem obdobju je prispelo približno milijon portugalskih naseljencev in v kolonijo prineslo svojo kulturo. Avtohtoni prebivalci Brazilije so imeli veliko stikov s kolonisti. Mnogi so izumrli, drugi so se pomešali s Portugalci. Zaradi tega ima Brazilija tudi indijanske vplive v svoji kulturi, predvsem v hrani in jeziku. Brazilska portugalščina ima na stotine besed avtohtonega izvora, predvsem iz starega jezika Tupijev.
Pri oblikovanju brazilske kulture so aktivno sodelovali tudi temnopolti Afričani, ki so jih kot sužnje pripeljali v Brazilijo. Čeprav so portugalski kolonisti prisilili svoje sužnje, da so se spreobrnili v katolištvo in govorili portugalsko, so njihove kulturne vplive sprejeli prebivalci Brazilije vseh ras in porekla. Nekatere regije Brazilije, zlasti Bahia, imajo še posebej opazno afriško dediščino v glasbi, kulinariki, plesu in jeziku.
Priseljenci iz Italije, Nemčije, Španije, Japonske, Ukrajine, Rusije, Poljske, Avstro-Ogrske in Bližnjega vzhoda so imeli pomembno vlogo na območjih, ki so jih naselili (predvsem južna in jugovzhodna Brazilija). Organizirali so skupnosti, ki so postale pomembna mesta, kot so Joinville, Caxias do Sul, Blumenau, Curitiba, in prinesle pomembne prispevke k brazilski kulturi.
Modernizem v Braziliji se je začel s tednom moderne umetnosti, ki je potekal v São Paulu leta 1922, zanj pa je bilo značilno eksperimentiranje in zanimanje za brazilsko družbo in kulturo, pa tudi upor proti vplivu iz Evrope in Združenih držav ter ortodoksnost brazilske Akademije za literaturo. Tarsila do Amaral in Oswald de Andrade sta bila med katalizatorji gibanja antropofagije v Braziliji z deli, kot so Manifesto Pau-Brasil, Abaporu in Manifesto Antropófago.ref>»Tarsila do Amaral: Inventing Modern Art in Brazil | MoMA«. The Museum of Modern Art (v angleščini). Arhivirano iz spletišča dne 16. februarja 2024. Pridobljeno 12. julija 2020.</ref> V 1930-ih so sociologi, kot sta Gilberto Freyre in Sérgio Buarque de Holanda, objavili ideje o brazilski kulturi, družbi in identiteti ter predstavili koncepte, kot sta 'rasna demokracija' in 'srčni človek'.
Med vojaško diktaturo (1964–1985) in zlasti po institucionalnem zakonu številka pet leta 1968 je vlada cenzurirala gradivo – vključno z umetnostjo, literaturo, glasbo, gledališčem, filmom itd. Tropicália ali Tropicalismo je bilo gibanje proti tej represiji in avtoritarnosti, tako vlade kot katoliške cerkve. Del protikulture 1960-ih je Tropicalismo vodil osebnosti, kot sta Gilberto Gil in Caetano Veloso, manifestiral pa se je predvsem v glasbi.

## Jezik
Uradni jezik Brazilije je portugalščina. Govori ga približno 99 % prebivalstva, zaradi česar je eden najmočnejših elementov nacionalne identitete. Obstajajo le nekatere indijanske skupine in majhni žepi priseljencev, ki ne govorijo portugalsko.
Podobno kot ameriška angleščina in kanadska francoščina je brazilska portugalščina bolj fonetično konzervativna ali arhaična od jezika kolonizirajoče metropole, saj ohranja več značilnosti, ki jih je imela evropska portugalščina pred 19. stoletjem.
Podobno kot ameriška angleščina, brazilska regionalna različica kot tudi evropska vključujeta majhno število besed avtohtonega ameriškega in afriškega izvora, ki so večinoma omejene na imena krajev ter favno in floro.
Manjšinski jeziki se govorijo v celotnem narodu. Na oddaljenih območjih se govori 180 indijanskih jezikov, številne druge jezike pa govorijo priseljenci in njihovi potomci. Na jugu države obstajajo pomembne skupnosti govorcev nemščine (večinoma Hunsrückisch, visokonemško jezikovno narečje) in italijanščine (večinoma talijansko narečje, beneškega izvora), ki sta pod vplivom portugalskega jezika. Da ne omenjam slovanskih skupnosti, Ukrajincev in Poljakov, ki so tudi del teh manjšinskih jezikov.
Brazilski znakovni jezik (ne podpisana portugalščina – verjetno izhaja iz francoskega znakovnega jezika), znan pod akronimom LIBRAS, je uradno priznan z zakonom, čeprav bi uporaba samo njega pomenila zelo omejeno stopnjo dostopnosti po vsej državi.

## Religija
Približno 2/3 prebivalcev je rimokatolikov. Katolištvo so uvedli in razširili predvsem portugalski jezuiti, ki so prispeli leta 1549 med kolonizacijo z nalogo spreobrniti staroselsko ljudstvo. Družba Jezusova je igrala veliko vlogo pri oblikovanju brazilske verske identitete, dokler jih markiz Pombal v 18. stoletju ni izgnal iz države.
V zadnjih desetletjih je brazilska družba priča porastu protestantizma. Med letoma 1940 in 2010 je odstotek rimskokatoličanov padel s 95 % na 64,6 %, medtem ko so se različne protestantske veroizpovedi dvignile z 2,6 % na 22,2 %.
Afriško-brazilska religija Candomblé s svojimi orixá božanstvi, ki izhajajo iz jorubske tradicije, je še posebej pomembna v Salvadorju in Bahii nasploh.
| \| Religija v Braziliji(štetje 2010)[24] \| Religija v Braziliji(štetje 2010)[24] \| Religija v Braziliji(štetje 2010)[24] \| Religija v Braziliji(štetje 2010)[24] \| Religija v Braziliji(štetje 2010)[24] \| \| ------------------------------------- \| ------------------------------------- \| ------------------------------------- \| ------------------------------------- \| ------------------------------------- \| \| Religija \| Religija \| \| Percent \| Percent \| \| Rimskokatoliška \| Rimskokatoliška \| \| 64.6% \| 64.6% \| \| Protestantizem \| Protestantizem \| \| 22.2% \| 22.2% \| \| Neverni \| Neverni \| \| 8.0% \| 8.0% \| \| Spiritizem \| Spiritizem \| \| 2.0% \| 2.0% \| \| Drugo \| Drugo \| \| 3.2% \| 3.2% \| |                 |  |         |         |
| Religija v Braziliji(štetje 2010) |                 |  |         |         |
| Religija | Religija        |  | Percent | Percent |
| Rimskokatoliška | Rimskokatoliška |  | 64.6%   | 64.6%   |
| Protestantizem | Protestantizem  |  | 22.2%   | 22.2%   |
| Neverni | Neverni         |  | 8.0%    | 8.0%    |
| Spiritizem | Spiritizem      |  | 2.0%    | 2.0%    |
| Drugo | Drugo           |  | 3.2%    | 3.2%    |

## Karneval
Brazilski karneval je letni festival, ki poteka šestinštirideset dni pred Veliko nočjo. Pustna praznovanja naj bi imela korenine v poganskem prazniku Saturnalije, ki je, prilagojen krščanstvu, postal slovo od slabih stvari v sezoni verske discipline za kesanje in pripravo na Kristusovo smrt in vstajenje.
Karneval je najbolj znan praznik v Braziliji in je postal dogodek ogromnih razsežnosti. Že skoraj teden dni poteka intenzivno praznovanje, podnevi in ponoči, predvsem v obalnih mestih.
Tipični glasbeni žanri brazilskega karnevala so: samba-enredo in marchinha (v Riu de Janeiru in jugovzhodni regiji), frevo, maracatu in glasba Axé (v Pernambucu, Bahia in severovzhodni regiji).

## Kulinarika (gastronomija)
Brazilska kuhinja se zelo razlikuje glede na regijo. Ta raznolikost odraža zgodovino države in mešanico staroselskih in priseljenskih kultur. To je ustvarilo nacionalni slog kuhanja, ki ga zaznamuje ohranjanje regionalnih razlik. Od imperialnega obdobja je bila feijoada, portugalska enolončnica s poreklom iz starega Rima, nacionalna jed države. Luís da Câmara Cascudo je zapisal, da po predelavi in prilagoditvi v vsaki regiji države ni več samo jed, ampak je postala popolna hrana.
Brazilija pozna različne bonbone, vključno z brigadeirosi, narejenimi iz kondenziranega mleka, masla, kakava v prahu, lahko pa so tudi čokoladni, in beijinhosi. Drugi prigrizki so coxinhas, churrasco, sfiha, empanade in orehi araucaria (v Festa Junina). Pão de queijo so značilni za zvezno državo Minas Gerais. Tipična severna hrana vključuje pato no tucupi, tacacá, caruru, vatapá in maniçoba. Severovzhod je znan po moqueci (enolončnica iz morskih sadežev in palmovega olja), acarajé (ocvrtki iz belega fižola, čebule in ocvrtem v palmovem olju (dendê), ki je polnjen s suhimi kozicami in rdečo papriko), caruruju in Quibebeju . Na jugovzhodu je običajno jesti Bife a cavalo, Bife à parmegiana, Virado, sir Minas, pico, tutu, makarone, lazanjo in pecivo iz polenovke. Churrasco je tipičen obrok Rio Grande do Sul, v južni regiji pa je običajno jesti polento, riž carreteiro, chimarrão, cuca, salamo, sagu, vino in grozdni sok. Cachaça je domača brazilska žgana pijača, destilirana iz sladkornega trsa, in je glavna sestavina nacionalne pijače caipirinha. Brazilija je vodilna v svetu v proizvodnji zelene kave (café). Leta 2018 je 28 % kave, porabljene na svetu, prišlo iz Brazilije. Zaradi rodovitne brazilske zemlje je bila država velika proizvajalka kave že od časov brazilskega suženjstva, kar je ustvarilo močno nacionalno kulturo kave. To je bilo satirizirano v novi pesmi The Coffee Song, ki jo je zapel Frank Sinatra in z besedilom Boba Hilliarda, interpretirana kot analiza kavne industrije ter brazilskega gospodarstva in kulture.

## Književnost
Književnost v Braziliji sega v 16. stoletje, v zapise prvih portugalskih raziskovalcev v Braziliji, kot je Pero Vaz de Caminha, polna opisov favne, flore in domorodnih ljudstev, ki so osupnili Evropejce, ki so prispeli v Brazilijo. Ko je Brazilija postala portugalska kolonija, je obstajala 'jezuitska književnost', katere glavno ime je bil oče António Vieira, portugalski jezuit, ki je postal eden najbolj slavnih baročnih piscev portugalskega jezika. Iz tega obdobja je ohranjenih še nekaj eksplicitnih literarnih primerov: epska pesnitev Joséja Basília da Game, ki slavi osvojitev misijonov s strani Portugalcev, in delo Gregória de Matosa Guerre, ki je ustvaril precejšnjo količino satirične, religiozne in posvetne poezije. Neoklasicizem je bil v Braziliji razširjen sredi 18. stoletja po italijanskem vzoru.
Brazilija je ustvarila pomembna dela romantike – romanopisci, kot sta Joaquim Manuel de Macedo in José de Alencar, so pisali romane o ljubezni in bolečini. Alencar je v svoji dolgi karieri domorodce obravnaval tudi kot junake v domorodskih romanih O Guarany, Iracema, Ubirajara. Francoski Mal du siècle so v Braziliji predstavili tudi Alvares de Azevedo, čigar Lira dos Vinte Anos in Noite na Taverna sta nacionalna simbola ultraromantike. Gonçalves Dias, ki velja za enega od narodnih pesnikov, je opeval brazilsko ljudstvo in brazilsko zemljo v znameniti Pesmi izgnanstva (1843), ki jo pozna vsak brazilski šolar. Prav tako izvira iz tega obdobja, čeprav se je njegovo delo začelo v realizmu, Machado de Assis, katerega dela vključujejo Helena, Memórias Póstumas de Brás Cubas, O alienista, Dom Casmurro in ki velja za najpomembnejšega pisca brazilske literature. Assis je tudi zelo spoštovan po vsem svetu.
Monteiro Lobato iz pré-modernizma (v bistvu brazilskega literarnega gibanja) je pisal predvsem za otroke, pri čemer je grško mitologijo in didaktiko pogosto povezal z brazilsko folkloro, kot vidimo v njegovih kratkih zgodbah o Saci Pererêju. Nekateri avtorji tega časa, kot so Lima Barreto in Simões Lopes Neto ter Olavo Bilac, že kažejo izrazito moderen značaj; Augusto dos Anjos, čigar dela združujejo simbolistične, parnasijske in celo predmodernistične elemente, ima 'paralitični jezik'. Mário de Andrade in Oswald de Andrade iz modernizma sta združila nacionalistične težnje z zanimanjem za evropski modernizem in ustvarila Teden moderne umetnosti leta 1922. João Cabral de Melo Neto in Carlos Drummond de Andrade sta uvrščena med največje brazilske pesnike; prvi, postmodernistični, se je ukvarjal z estetiko in ustvaril jedrnato, elipsasto in pusto poetiko proti sentimentalnosti; Drummond pa je bil zagovornik 'antipoetike', kjer se je jezik rodil s pesmijo. V postmodernizmu je João Guimarães Rosa napisal roman Grande Sertão: Veredas o brazilski divjini, z zelo izvirnim slogom in skorajda lastno slovnico, medtem ko je Clarice Lispector pisala z introspektivno in psihološko raziskavo njenih likov. Vinicius de Moraes z vzdevkom O Poetinha je bil znan kot pesnik, esejist in pisec besedil, ki je pogosto sodeloval s Tomom Jobimom. Dandanes so Nelson Rodrigues, Rubem Fonseca in Sérgio Sant'Anna, poleg Nélide Piñon in Lygie Fagundes Telles, oba člana Academia Brasileira de Letras, pomembni avtorji, ki pišejo o sodobnih temah včasih z erotičnimi ali političnimi toni. Ferreira Gullar in Manoel de Barros sta dva zelo občudovana pesnika, prvi pa je bil tudi nominiran za Nobelovo nagrado.

## Slikarstvo in kiparstvo
Najstarejši znani primeri brazilske umetnosti so jamske poslikave v narodnem parku Serra da Capivara v zvezni državi Piauí, ki segajo v leto 13.000 pr. n. št.. V Minas Geraisu in Goiásu so našli novejše primere, ki prikazujejo geometrijske vzorce in živalske oblike. Ena najbolj sofisticiranih vrst predkolumbovskih artefaktov, najdenih v Braziliji, je sofisticirana keramika Marajoara (okoli 800–1400 n. št.) iz kultur, ki so cvetele na otoku Marajó in okoli regije Santarém, ter kipci in kultni predmeti, kot je tem kulturam pripadajo tudi majhni amuleti iz izrezljanega kamna, imenovani muiraquitãs. Številni jezuiti so delovali v Braziliji pod vplivom baroka, prevladujočega sloga v Braziliji do začetka 19. stoletja. Barok v Braziliji je cvetel v Bahii, Pernambucu in Minas Geraisu ter ustvaril dragocene umetnike, kot sta Manuel da Costa Ataíde in zlasti kipar in arhitekt Aleijadinho.
Leta 1816 je francoska umetniška misija v Braziliji ustanovila Cesarsko akademijo lepih umetnosti in uvedla nov koncept umetniškega izobraževanja ter bila podlaga za revolucijo v brazilskem slikarstvu, kiparstvu, arhitekturi, grafiki in obrti. Nekaj desetletij pozneje je akademija pod osebnim pokroviteljstvom cesarja Dom Petra II., ki se je ukvarjal z ambicioznim nacionalnim projektom modernizacije, dosegla svojo zlato dobo in spodbudila nastanek prve generacije romantičnih slikarjev, od koder sta bila Victor Meirelles in Pedro Américo, ki je med drugim ustvarila trajne vizualne simbole nacionalne identitete. Povedati je treba, da je v Braziliji romantika v slikarstvu dobila posebno obliko, saj ni kazala prevelikega dramatizma, fantazije, nasilja ali zanimanja za smrt in bizarnosti, ki jih običajno vidimo v evropski različici.
Začetek 20. stoletja je bil znak boja med staro šolo in modernističnimi smermi. Pomembni sodobni umetnici Anita Malfatti in Tarsila do Amaral sta bili obe zgodnji pionirki moderne umetnosti v državi in sta med bolj znanimi osebnostmi antropofagnega gibanja, katerega cilj je bil 'pogoltniti' modernost iz Evrope in ZDA ter 'prebaviti' v pristno brazilsko sodobnost. Obe sta sodelovali na festivalu Teden moderne umetnosti, ki je potekal v São Paulu leta 1922, ki je prenovil umetniško in kulturno okolje mesta in predstavil tudi umetnike, kot so Emiliano Di Cavalcanti, Vicente do Rego Monteiro in Victor Brecheret. Na podlagi brazilske folklore so se številni umetniki zavezali, da jo bodo mešali s predlogi evropskega ekspresionizma, kubizma in nadrealizma. Iz nadrealizma izhaja Ismael Nery, ki se ukvarja z metafizičnimi subjekti, kjer se njihove slike pojavljajo v namišljenih scenarijih in nenaklonjen kakršni koli prepoznavni referenci. V naslednji generaciji so modernistične ideje Tedna moderne umetnosti vplivale na zmerni modernizem, ki je lahko užival svobodo stroge akademske agende, z več značilnostmi konvencionalne metode, kar najbolje ponazarja umetnik Candido Portinari, ki je bil uradni umetnik vlade sredi stoletja.
V zadnjih letih so bila zelo cenjena imena, kot so Oscar Araripe, Beatriz Milhazes in Romero Britto.

## Arhitektura
Brazilska arhitektura v kolonialnem obdobju je bila pod močnim vplivom portugalskega manuelinskega sloga, čeprav prilagojenega tropskemu podnebju. Mesto Ouro Preto v zvezni državi Minas Gerais, ki je na Unescovem seznamu svetovne dediščine, vsebuje številne dobro ohranjene primere tega sloga umetnikov, kot je Aleijadinho.
V poznejših stoletjih so na brazilske arhitekte vse bolj vplivale šole iz drugih držav, kot sta Francija in Združene države, sčasoma pa so razvili lasten slog, ki je postal znan po vsem svetu. Arhitekti, kot je Oscar Niemeyer, so bili deležni velikega priznanja, pri čemer je brazilska prestolnica Brasília najbolj opazen primer sodobne brazilske arhitekture. Niemeyer je leta 1988 prejel Pritzkerjevo nagrado za arhitekturo, leta 2006 pa je nagrado prejel brazilski arhitekt Paulo Mendes da Rocha.
V zadnjih desetletjih je nekaj pozornosti pritegnila tudi brazilska krajinska arhitektura, zlasti v osebi Roberta Burle Marxa. Nekatera od teh pomembnih del so promenada Copacabana v Riu de Janeiru in park Ibirapuera v São Paulu.

## Glasba
Glasba je eden najbolj takoj prepoznavnih elementov brazilske kulture. V Braziliji se je pojavilo veliko različnih žanrov in slogov, kot so samba, pagode, sertanejo, brega, bossa nova, MPB, frevo, forró, maracatu in axé.